# Psychotria jefensis
Psychotria jefensis là một loài thực vật có hoa trong họ Thiến thảo. Loài này được Dwyer ex C.M.Taylor mô tả khoa học đầu tiên năm 2002.